# Викхофф Ли, Кайса
Кайса Викхофф Ли (норв. Kajsa Vickhoff Lie, род. 20 июня 1998 года) — норвежская горнолыжница, двукратный призёр чемпионатов мира в супергиганте (2023 и 2025), призёр этапов Кубка мира.

## Карьера
Кайса Викхофф Ли дебютировала на этапах Кубка мира в сезоне 2016/17 в Гармиш-Партенкирхене, где не сумела набрать очков.
В 2018 году Викхофф Ли выиграла две золотые медали на юниорском чемпионате мира в швейцарском Давосе, победив в обеих скоростных дисциплинах — супергиганте и скоростном спуске.
В 2019 году Кайса принимала участие на чемпионате мира в Оре, где во всех гонках, в которых принимала участие, попала в топ-20.
В сезоне 2020/21 Викхофф Ли впервые в карьере поднялась на пьедестал Кубка мира на этапе в немецком Гармиш-Партенкирхене. Она заняла второе место в супергиганте, уступив только Ларе Гут-Бехрами.
28 февраля 2021 года получила перелом левой ноги после вылета с трассы супергиганта на этапе Кубка мира в итальянской Валь-ди-Фассе. Кайса была доставлена в больницу на вертолёте. В тот же день на этой трассе травму получила австрийка Розина Шнебергер.
21 января 2023 года Кайса заняла второе место в скоростном спуске на этапе Кубка мира в Кортине-д’Ампеццо.
В феврале 2023 года на чемпионате мира в Мерибеле завоевала бронзовую медаль в супергиганте, уступив чемпионке Марте Бассино 0,33 секунды. Викхофф Ли стала второй в истории норвежкой, выигравшей медаль в супергиганте на чемпионате мира, после Астрид Лёдемель, ставшей третьей в 1993 году.
На чемпионате мира 2025 года в Зальбахе вновь завеовала бронзу в супергиганте.

## Результаты на крупнейших соревнованиях

### Чемпионаты мира
| Год  | Возраст | Слалом | Гигантский слалом | Супергигант | Скоростной спуск | Комбинация |
| ---- | ------- | ------ | ----------------- | ----------- | ---------------- | ---------- |
| 2019 | 20      | —      | —                 | 13          | 19               | 7          |
| 2021 | 22      | —      |                   | 5           | 16               |            |
| 2023 | 24      | —      | —                 | 3           | 15               | DNF1       |
| 2025 | 26      | —      | 16                | 3           | 14               | —          |

### Кубок мира

#### Победы на этапах Кубка мира (1)
| № | Сезон   | Дата       | Место      | Дисциплина           |
| - | ------- | ---------- | ---------- | -------------------- |
| 1 | 2022/23 | 4 мар 2023 | Квитфьелль | Скоростной спуск (1) |

| Год  | Возраст | Общий зачёт | Слалом | Гигантский слалом | Супергигант | Скоростной спуск | Комбинация |
| ---- | ------- | ----------- | ------ | ----------------- | ----------- | ---------------- | ---------- |
| 2018 | 19      | 92          | —      | —                 | 46          | 48               | 23         |
| 2019 | 20      | 48          | —      | —                 | 15          | 40               | 15         |
| 2020 | 21      | 46          | —      | —                 | 20          | 32               | —          |
| 2021 | 22      | 18          | —      | —                 | 7           | 14               | —          |